# Ifo institut za gospodarska istraživanja
Ifo institut za gospodarska istraživanja znanstvena je institucija koja se nalazi u Münchenu. Ifo je skraćenica od Information i Forschung (informacija i istraživanje). Osnovan je 1949. godine. 
Kao jedan od najvećih njemačkih ekonomskih think tankova analizira gospodarsku politiku i nadaleko je poznat po svojem mjesečnom izdanju Ifo Business Index klime za Njemačku. 
Svrha Ifo instituta su empirijska istraživanja na području gospodarstva i društveneih znanosti, dostava podataka, informacija i rezultata istraživanja u gospodarstvu i gospodarskoj politici. Rezultati rada Ifo-a javno su dostupni.

## Osoblje
Ifo institut trenutno zapošljava oko 193 ljudi, od kojih je gotovo polovica znanstvenici. Trenutni predsjednik Ifo Instituta je Hans-Werner Sinn.

## Odjeli
- poslovni ciklusi, analize i ankete
- Javne financije
- Socijalna politika i tržište rada
- Ljudski kapital i inovacije
- Industrijska organizacija i nove tehnologije
- Energija, okoliš i ne-obnovljivi resursi
- Međunarodna trgovina
- Usporedbe međunarodnih ustanova

## Vanjske poveznice
- Službena stranica